# Wayland (Massachusetts)
Wayland es un pueblo ubicado en el condado de Middlesex en el estado estadounidense de Massachusetts. En el Censo de 2010 tenía una población de 12.994 habitantes y una densidad poblacional de 316,63 personas por km².

## Geografía
Wayland se encuentra ubicado en las coordenadas 42°21′37″N 71°21′38″O / 42.36028, -71.36056. Según la Oficina del Censo de los Estados Unidos, Wayland tiene una superficie total de 41.04 km², de la cual 38.97 km² corresponden a tierra firme y (5.05%) 2.07 km² es agua.

## Demografía
Según el censo de 2010, había 12.994 personas residiendo en Wayland. La densidad de población era de 316,63 hab./km². De los 12.994 habitantes, Wayland estaba compuesto por el 87.19% blancos, el 0.87% eran afroamericanos, el 0.03% eran amerindios, el 9.9% eran asiáticos, el 0.02% eran isleños del Pacífico, el 0.39% eran de otras razas y el 1.6% pertenecían a dos o más razas. Del total de la población el 2.42% eran hispanos o latinos de cualquier raza.